# Wojciech Lemański

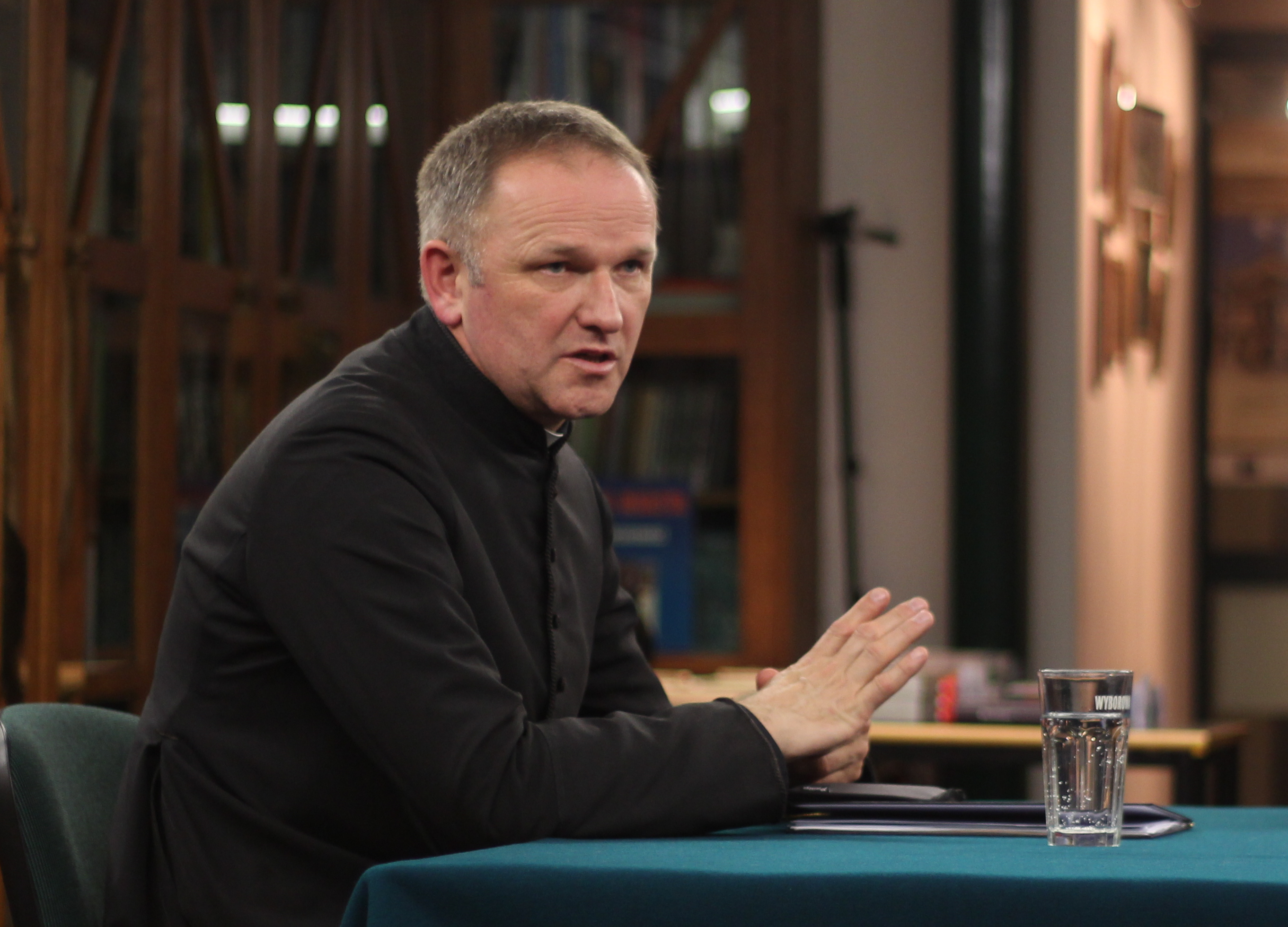
Wojciech Lemański, 2013

Wojciech Michał Lemański (* 22. September 1960 in Legionowo) ist ein polnischer Geistlicher. Bekannt wurde er mit seinem öffentlichen Widerspruch gegen die Führung der polnischen katholischen Kirche.

## Leben
Lemański wurde 1987 zum Priester geweiht. Anschließend war er in Polen tätig, bevor er 1990 nach Belarus zog. Dort war er für vier Pfarreien zuständig. 1997 kehrte er nach Polen zurück, wo er bis zum Jahr 2000 Pfarrer in Otwock war. Dort begann er sich für die polnisch-jüdische Aussöhnung zu engagieren und fuhr jährlich zum Ort des Massakers von Jedwabne. Er beklagte das Schweigen der katholischen Kirche in dieser Angelegenheit. 2006 wurde er in den deutlich kleineren Ort Jasienica (Woiwodschaft Masowien) versetzt. Das Thema Juden war aber weiterhin für ihn von Relevanz und so organisierte er unter anderem Fahrten zur Gedenkstätte des Vernichtungslagers Treblinka.
Im Jahr 2008 erhielt Wojciech Lemański für sein Engagement um die Erinnerung an die polnischen Juden und den Holocaust den Ritterorden Polonia Restituta. Er wurde ihm von Präsident Lech Kaczyński in Anwesenheit des israelischen Präsidenten Schimon Peres überreicht.
Er geriet in Konflikt mit den Pfarrern der umliegenden Gemeinden Jasienicas und dem Erzbischof Henryk Hoser. Im Juni 2010 erließ Hoser ein Dekret über die Versetzung Lemańskis. Nachdem Lemański diesem widersprach und von seiner Gemeinde unterstützt wurde, wurde das Dekret zurückgezogen. Im Konflikt mit der örtlichen Schule, der vor Gericht ausgetragen wird, verbot der Erzbischof ihm aber den Religionsunterricht zu leiten. Wojciech Lemański begann seine Kritik an der katholischen Kirche im Internet zu veröffentlichen. 2011 veröffentlichte er einen Offenen Brief an Wiesław Mering, in welchem er dessen öffentliche Kritik an Adam Boniecki als „unwürdig für einen Bischof und Christen“ bezeichnete. Damit wurde er umgehend zu einem Star der polnischen Medienwelt. Er begann für den Feuilleton des populären NaTemat.pl zu schreiben, ebenso veröffentlichte er einige Artikel für die Gazeta Wyborcza. Seine Veröffentlichungen führten zu einer Ermahnung durch die katholische Kirche. Als er in der Zeitschrift Idziemy (Lass uns gehen) von Pfarrer Henryk Zieliński für seine tolerante Haltung beim Thema der In-vitro-Befruchtung kritisiert wurde, antwortete er, die Kritiker mögen sich zuerst um die Pädophilen in den Reihen der Geistlichkeit und der Geldwäsche in der Kirche kümmern. Daraufhin wurde ihm am 24. Mai 2013 verboten mit Medien zu sprechen und ihm die Suspendierung angedroht.
Am 5. Juli 2013 wurde er vom Warschauer Erzbischof Henryk Hoser mit Wirkung zum 14. Juli suspendiert, da er nicht genügend Achtung und Folgsamkeit dem Bistum sowie der Lehre der Kirche in Bezug auf Bioethik erbracht hat. Lemański teilte allerdings schriftlich mit, dass er der Aufforderung nicht folge leisten würde. Nach dem Gottesdienst am 14. Juli wurde er daraufhin von drei Beauftragten Hosers persönlich zum Rücktritt aufgefordert. Seine Kirchengemeinde stellte sich allerdings hinter ihn und nach tumultartigen Szenen wurden die Vertreter zum Rückzug veranlasst. Wenige Stunden später aber gab Lemański seinen Rücktritt bekannt. Der offene Widerstand brachte Lemański unter anderem Berichterstattung auf den Titelblättern der Gazeta Wyborcza und der Newsweek Polska.

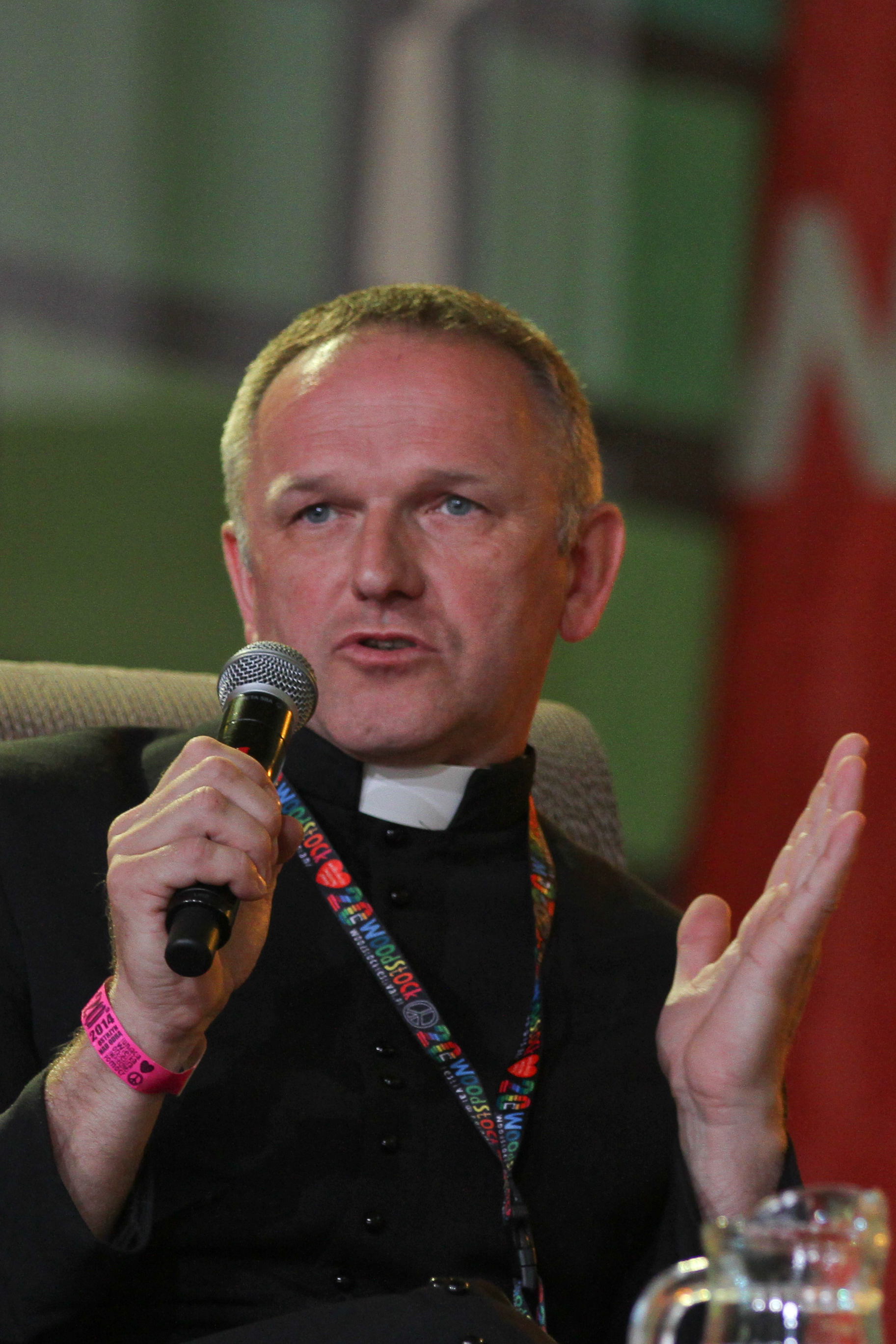
Wojciech Lemański auf der Haltestelle Woodstock 2014

Ende Juni 2014 änderte Bischof Henryk Hoser seine frühere Entscheidung über die vorzeitige Pensionierung Lemańskis und ernannte ihn zum Kaplan im Masowischen Zentrum für Kinder- und Jugend-Psychiatrie in Zagórze. Lemański bat um Erteilung eines 1-Jahr-Urlaubs, aber angesichts der fehlenden Zustimmung Hosers nahm er die Stelle des Kaplans ab 28. Juli 2014 an. Trotzdem blieb Lemański in vielen Medien, u. a. an der Haltestelle Woodstock 2014 aktiv. Am 22. August 2014 wurde er daher von Henryk Hoser fristlos suspendiert. Als Grund wurde mangelnde Reue und Gespräche mit Journalisten trotz Verbots genannt.